# جاش میلر
جاش میلر (به انگلیسی: Josh Miller) (متولد ۱۹۷۸ سپتامبر ۲۳) فیلمساز، نویسنده، کارگردان، و بازیگر آمریکایی است. او اغلب با دوست دبیرستانی اش پاتریک کیسی همکاری می‌کند. از کارهای او می‌توان به فیلم کمدی و ترسناک هی، دست از خنجر زدن من بردار! (به انگلیسی: Hey, Stop Stabbing Me!), و کارتون جولان سیری ناپذیر (به انگلیسی: Golan the Insatiable) اشاره کرد. از بهترین کارهای نویسندگی او می‌توان از فیلم سینمایی سونیک خارپشت و سونیک خارپشت ۲ است که با کمک پاتریک کیسی کار نویسندگی و فیلمنامه‌نویسی اش را انجام داد نام برد.